# Kollegiale Beratung
Kollegiale Beratung oder Intervision ist eine Methode, um Lösungen bei fachlichen Fragen zu finden, meist in den Bereichen Medizin, Psychologie, Pädagogik und Sozialarbeit. Entscheidend ist, dass sich Gleichgestellte gegenseitig beraten. Anders als bei der Supervision, dem Coaching oder der Balint-Gruppe, wo ein besonders ausgebildeter Berater diese Aufgabe übernimmt.

## Geschichte
Beratung unter Kollegen gab es schon immer. Kollegiale Beratung als lösungsorientierte Methode entwickelte sich aus der Supervision, um erfahrenen Supervisionsteilnehmern zu ermöglichen, sich auch ohne Supervisor gegenseitig beratend zu unterstützen. Ziel ist, die eigene Beratungskompetenz zu fördern und den Supervisor überflüssig zu machen. Die Methode wird auch in der Ausbildung zum Supervisor verwendet, um Supervision als Methode zu üben.
Heute wird kollegiale Beratung auch von Führungskräften verwendet, um von- und miteinander zu lernen und sich gegenseitig zu unterstützen.

## Ablauf
Einander gleichgestellte Angehörige psychosozialer Berufe treffen sich zur gegenseitigen Beratung. Einer erzählt sein Problem und stellt eine damit verbundene Frage. Die anderen beleuchten gemeinsam das Problem und versuchen, Antworten und Lösungen zu finden. Nacheinander können so mehrere Fragestellungen bearbeitet und gelöst werden.
Dabei können alle hilfreichen Methoden eingesetzt werden: vom einfühlsamen Gespräch mit Nachfragen, über die systematische Analyse, bis zu therapeutischen Methoden. Entscheidend ist, dass der zu Beratende und die kollegialen Berater die Methoden einvernehmlich benutzen. Die Rolle des Beraters und des Moderators wird meist von allen gemeinsam ausgeübt.

## Kollegiale Fallberatung
Inhalt der kollegialen Fallberatung sind „Fälle“ – also Fragen zum beruflichen Umgang mit spezifischen Klienten und Patienten in der Pädagogik, Psychologie und Sozialarbeit, aber auch in der Medizin, Justiz oder Seelsorge.